# Caldera (Chile)
Caldera é uma cidade e comuna da província de Copiapó, localizada na Região de Atacama, Chile. Possui uma área de 4.666,6 km² e uma população de 13.734 habitantes (2002). O pequeno porto de Caldera está localizado a 80 km de Copiapó, capital da província.